# Domenico Bettini
Domenico Bettini (Firenze, 21 luglio 1644 – Bologna, 3 o 4 novembre 1705) è stato un pittore italiano.

## Biografia

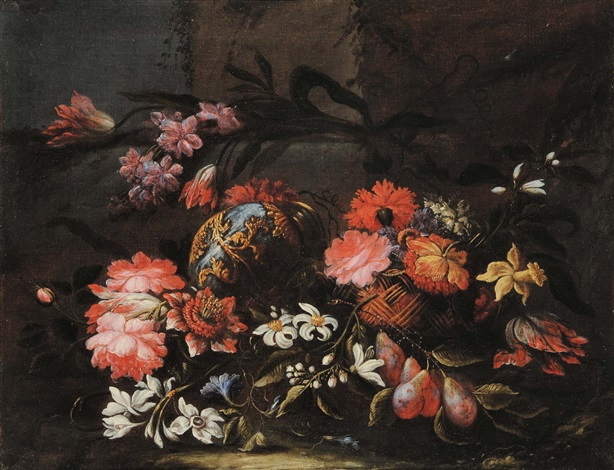
Natura morta. Collezione privata

Figlio di un certo Bartolomeo, entrò a dodici anni nella bottega del pittore fiorentino Jacopo Vignali e vi rimase per circa otto anni. Del periodo della formazione presso il Vignali rimangono gli affreschi delle lunette nel primo chiostro della Basilica di Santa Maria del Carmine (Firenze), di cui due sono firmate e datate 166.: si tratta di 
- Elia nutrito da un angelo
- Elia fa costruire un tempio sul luogo del sacrificio d'Abramo.

Il gesuita Giuseppe Richa gli attribuisce anche altri quattro affreschi dello stesso chiostro, nello specifico: 
- Elia risuscita il figlio della vedova di Sidone
- Elia copre Eliseo col suo mantello
- Elia risana l'acqua di una fonte
- Bambini salvati dagli orsi

Al 1661 risale l'Angelo custode ritrovato per la chiesa dei Santi Simone e Giuda a Corniola, nei pressi di Empoli; in quest'opera, anche si avverte la giovinezza e l'inesperienza dell'autore, si notano le caratteristiche della pittura fiorentina coeva e gli influssi del suo maestro Vignali, ma, soprattutto, una precoce tendenza verso la tematica delle nature morte, fondamentale nell'artista adulto. Ciò è evidente nell'irto cespo di cardo sulla sinistra.
Sposatosi verso i vent'anni, si trasferisce a Roma ed entra per un breve periodo nella scuola di Mario Nuzzi.